# العلاقات الجنوب إفريقية الرومانية
العلاقات الجنوب أفريقية الرومانية هي العلاقات الثنائية التي تجمع بين جنوب أفريقيا ورومانيا.

## مقارنة بين البلدين
هذه مقارنة عامة ومرجعية للدولتين:
| وجه المقارنة                                              | جنوب أفريقيا | رومانيا                                                                               |
| --------------------------------------------------------- | --- | ------------------------------------------------------------------------------------- |
| المساحة (كم2)                                             | 1.22 مليون | 238.40 ألف                                                                            |
| عدد السكان (نسمة)                                         | 57.73 مليون | 19.59 مليون                                                                           |
| الكثافة السكانية (ن./كم²)                                 | 47.32 | 82.17                                                                                 |
| العاصمة                                                   | بريتوريا، بلومفونتين، كيب تاون | بوخارست                                                                               |
| اللغة الرسمية                                             | لغة إنجليزية، اللغة الأفريقانية، اللغة النديبلي الجنوبية، اللغة السوثو الشمالية، اللغة السوتية، لغة سوازي، اللغة التسونجا، اللغة التسوانية، اللغة الفيندية، اللغة الكوسية، اللغة الزولوية | اللغة الرومانية                                                                       |
| العملة                                                    | راند جنوب أفريقي | ليو روماني                                                                            |
| الناتج المحلي الإجمالي (بليون دولار)                      | 349.42 مليار | 211.80 مليار                                                                          |
| الناتج المحلي الإجمالي (تعادل القوة الشرائية) بليون دولار | 725.91 مليار | 465.56 مليار                                                                          |
| الناتج المحلي الإجمالي الاسمي للفرد دولار أمريكي          | 5.72 ألف | 9.47 ألف                                                                              |
| الناتج المحلي الإجمالي للفرد دولار أمريكي                 | 13.05 ألف | 23.63 ألف                                                                             |
| مؤشر التنمية البشرية                                      | 0.666 | 0.793                                                                                 |
| رمز المكالمات الدولي                                      | +27 | +40                                                                                   |
| رمز الإنترنت                                              | .za | .ro                                                                                   |
| المنطقة الزمنية                                           | ت ع م+02:00، أفريقيا/جوهانسبرغ ‏ | ت ع م+02:00، ت ع م+03:00، أوروبا/بوخارست ‏، توقيت شرق أوروبا، توقيت شرق أوروبا الصيفي ‏ |

## منظمات دولية مشتركة
يشترك البلدان في عضوية مجموعة من المنظمات الدولية، منها:
| علم المنظمة | اسم المنظمة                        | تاريخ انضمام جنوب أفريقيا | تاريخ انضمام رومانيا |
| ----------- | ---------------------------------- | ------------------------- | -------------------- |
|             | مؤسسة التنمية الدولية              | 12 أكتوبر 1960            | 12 أبريل 2014        |
|             | المنظمة الهيدروغرافية الدولية      | ?                         | ?                    |
|             | يونسكو                             | 4 نوفمبر 1946             | 27 يوليو 1956        |
|             | مؤسسة التمويل الدولية              | 3 أبريل 1957              | 23 سبتمبر 1990       |
|             | منظمة حظر الأسلحة الكيميائية       | ?                         | ?                    |
|             | الأمم المتحدة                      | 7 نوفمبر 1945             | 14 ديسمبر 1955       |
|             | الاتحاد الدولي للاتصالات           | 1910                      | 9 فبراير 1866        |
|             | منظمة الشرطة الجنائية الدولية      | ?                         | ?                    |
|             | البنك الدولي للإنشاء والتعمير      | 27 ديسمبر 1945            | 15 ديسمبر 1972       |
|             | الاتحاد البريدي العالمي            | ?                         | ?                    |
|             | وكالة ضمان الاستثمار متعدد الأطراف | 10 مارس 1994              | 10 سبتمبر 1992       |
|             | منظمة التجارة العالمية             | 1995                      | 1995                 |
|             | الفريق المعني برصد الأرض           | ?                         | ?                    |
|             | مجموعة الموردين النوويين           | ?                         | ?                    |

## وصلات خارجية
- موقع وزارة الخارجية الجنوب أفريقية
- موقع وزارة الخارجية الرومانية